# Aphaniosoma quadrivittatum
Aphaniosoma quadrivittatum is een vliegensoort uit de familie van de Chyromyidae. De wetenschappelijke naam van de soort is voor het eerst geldig gepubliceerd in 1915 door Malloch.